# Оплосія фінська
Опло́сія фі́нська (лат. Oplosia fennica (Paykull, 1800) = Oplosia cinerea (Mulsant, 1839)  — вид жуків з родини вусачів.

## Хорологія
O. fennica — це європейський вид, що входить до складу європейського зоогеографічного комплексу. Ареал охоплює всю Європу аж до Кавказу.

## Екологія
Жуки трапляються на дровах та колодах зрубаних дерев, листках і стеблах підлісткової рослинності, квітів не відвідують. Личинка розвивається в деревині листяних порід. 

## Морфологія

### Імаго
Імаґо характеризуються видовженим тілом, надкрила у два з половиною рази довші за їх ширину при основі. Довжина тіла становить 11-13 мм. Вусики довші за тіло у самців, а у самок досягають верхівок надкрил, із внутрішньої сторони вкриті довгими війками та широкими світлими волосяними кільцями при основі члеників. Візерунок надкрил характеризується широкою білою перев’яззю за серединою, двома темними перев’язями над і під нею, а також бурим волосяним покривом.

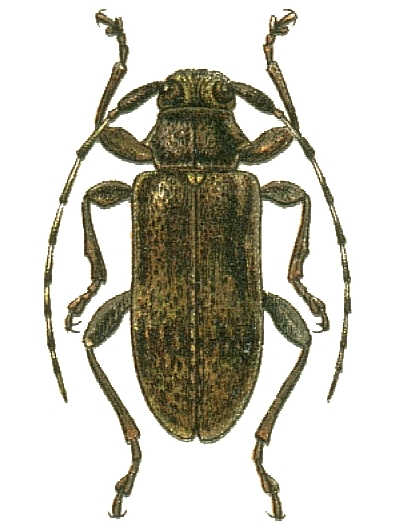
Oplosia fennica (Paykull, 1800)
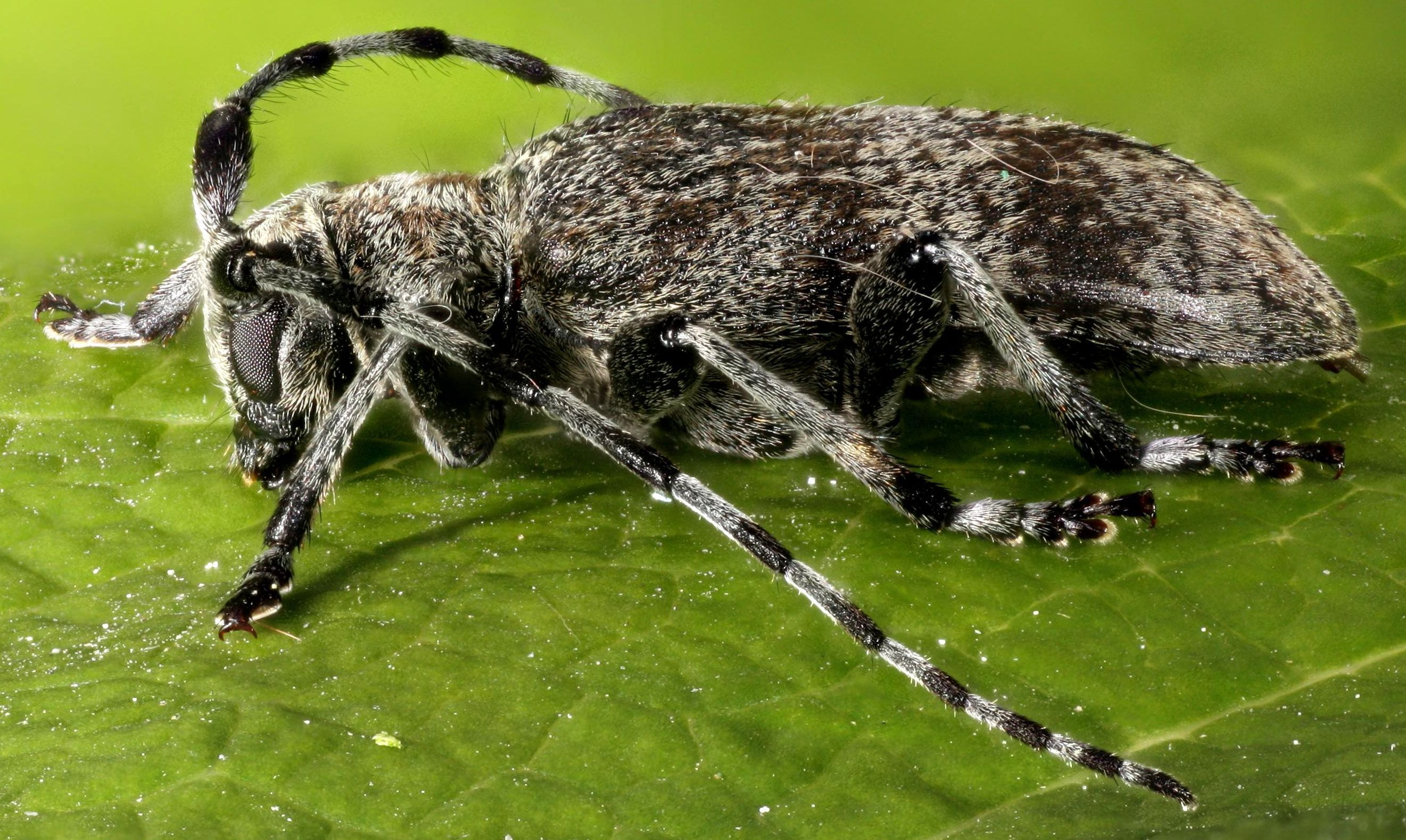
♂
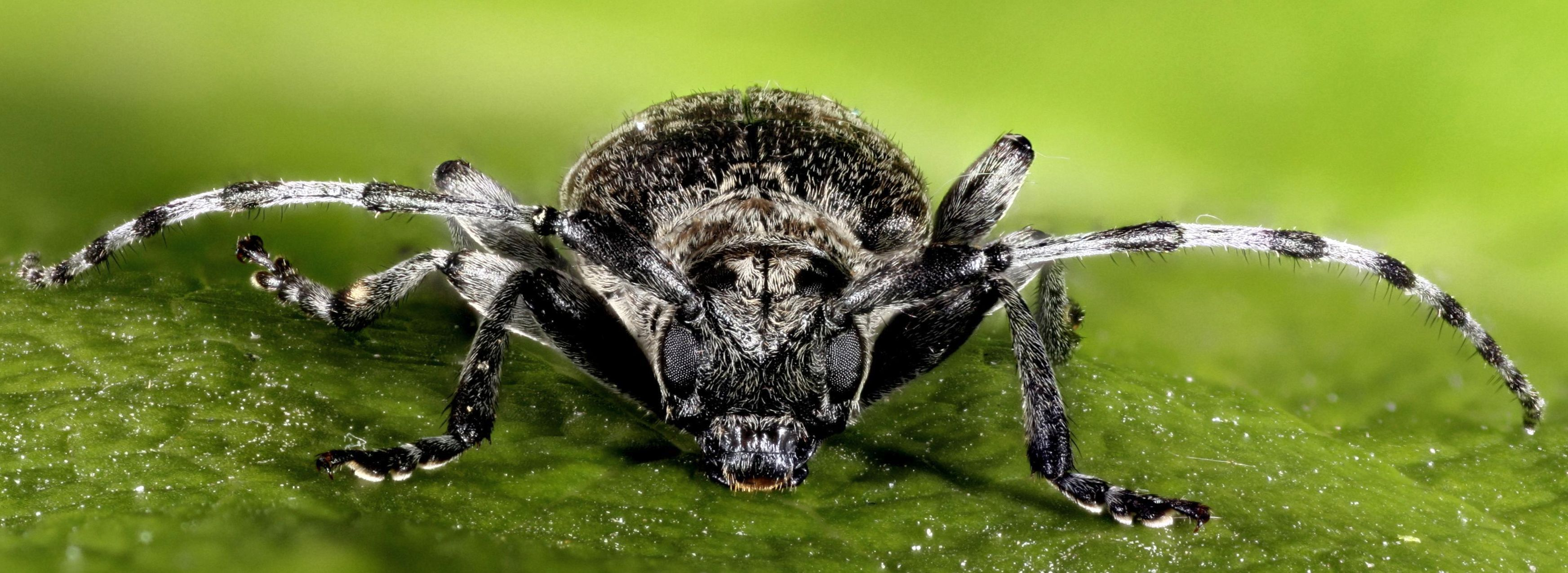
♂

### Личинка
Тіло личинки біле, вкрите поодинокими щетинками. Передній край лобу з кількома короткими гострими поздовжніми кілями. Вусики двочленикові. З кожної сторони голови по одному вічку. Мандибули зі слабкими поперечними боріздками посередині, і майже, прямим ріжучим краєм. Пронотум при основі вкриті глибокими неправильними борозенками. Дорзальні мозолі черевця ґранульовані в 2-3 ряди, а вентральні – в 2. 9-й терґіт черевця не має хітинового гачечка. Дихальця овальні зі слабо помітними краєвими камерами.

## Життєвий цикл
Розвиток триває 1-2 роки.